# Индустријска зона Апја Нуова (Рим)
Индустријска зона Апја Нуова је насеље у Италији у округу Рим, региону Лацио.
Према процени из 2011. у насељу је живело 100 становника. Насеље се налази на надморској висини од 134 м.